# Carlo II di Savoia
Carlo II di Savoia o Carlo III di Savoia, detto il Buono (Chazey, 10 ottobre 1486 – Vercelli, 17 agosto 1553) fu duca di Savoia, principe di Piemonte e conte d'Aosta, Moriana e Nizza dal 1504 al 1553. Fu anche re titolare di Cipro, Gerusalemme e Armenia (la titolazione come Carlo II o come Carlo III varia a seconda se suo cugino Carlo Giovanni Amedeo di Savoia venga considerato come Carlo II oppure no).

## Biografia

### Infanzia
Era figlio di Filippo II di Savoia e della seconda moglie del padre, Claudina di Brosse.

### Ascesa
Spentosi Filiberto II senza discendenza, gli succedette il fratellastro Carlo, che trovò lo Stato in condizioni finanziarie assai precarie. Cercando di risanare almeno in parte il grave deficit prodotto dai governi precedenti, si alleò con Luigi XII nella lega di Cambrai contro il ducato di Milano.

### Vicinanza alla Francia
A Luigi XII succedette (1º gennaio 1515) Francesco I, nipote dello stesso Carlo II di Savoia (il padre di Francesco I, Carlo, conte d'Angoulême, aveva sposato Luisa di Savoia, figlia di Filippo II di Savoia e di Margherita di Borbone) e capostipite della dinastia regale francese dei Valois-Angoulême.
A causa dell'amicizia con il Re francese, il Ducato di Savoia venne invaso dalle truppe mercenarie svizzere assoldate da papa Leone X cui Carlo aveva negato il transito per la Francia. L'esercito francese, comandato da Gian Giacomo Trivulzio, aggirò gli svizzeri, che lasciarono il Piemonte, e colse una vittoria brillante a Marignano (13 settembre 1515).
Alla conclusione della pace di Noyon Carlo II fece da mediatore fra Francesco I e Carlo I di Spagna (il futuro imperatore Carlo V).

### Matrimonio
Il 5 ottobre 1521 Carlo II sposò a Villefranche sur Mer Beatrice di Portogallo (1504 – 1538), figlia di Manuele I, re del Portogallo (1469 – 1521) e di Maria d'Aragona (1482 – 1517), che gli portò in dote la contea di Asti.

### Guerra con la Francia
Alla elezione di Carlo I di Spagna ad Imperatore del Sacro Romano Impero con il nome di Carlo V, fu di nuovo guerra (1523). Francesco I ridiscese con il suo esercito dai valichi alpini ma fu sconfitto in Lombardia dall'esercito imperiale. Ridiscese con il suo esercito le Alpi l'anno successivo, sempre transitando per la terre del Ducato di Savoia con gli effetti devastanti immaginabili, e conquistò Milano ma venne sonoramente sconfitto e fatto prigioniero a Pavia. Carlo II intanto si era riavvicinato all'Imperatore di cui era divenuto cognato attraverso la moglie.
Con l'estinzione dei Paleologi di Monferrato nella persona di Gian Giorgio Paleologo (1533), Carlo II accampò le sue pretese sul territorio, essendo discendente di Jolanda di Monferrato, che nel 1333 aveva sposato Aimone di Savoia, ma contro di lui trovò Federico I Gonzaga, marchese di Mantova, e il marchese di Saluzzo Francesco Lodovico, appoggiato da Francesco I. Un ulteriore avvicinamento di Carlo II all'Imperatore, manifestatosi con l'invio del figlio di Carlo II Ludovico a Madrid per esservi educato, fornì il pretesto a Francesco I per invadere la Savoia. Il 3 aprile 1536 i francesi occuparono Torino e Carlo II fuggì con il figlio Emanuele Filiberto a Vercelli. Il Piemonte venne dichiarato annesso alla Francia da Francesco I, nonostante l'eroica resistenza di città quali Aosta e Nizza. Sfortunatamente, Carlo II era troppo debole, sia economicamente che militarmente, per poter sperare di riprendersi le città perdute e, ben presto dimenticato, nemmeno cercò di ristabilire il suo potere in Piemonte.

### Ultimi anni e morte
Allorché però spagnoli e inglesi giunsero a minacciare la stessa Parigi, Francesco I fu costretto a firmare la pace di Crepy (18 settembre 1544), con la quale si impegnava a restituire ai Savoia tutte le terre occupate escluse Pinerolo e Montmélian. Ma i francesi rimasero di fatto dov'erano e, morto Francesco I (1547), il suo successore Enrico II venne in visita a Torino accolto trionfalmente come se la città fosse francese.
Ridotto con le sole province di Aosta, Vercelli e Nizza, l'infelice Carlo II morì in Vercelli e fu sepolto in una cappella del duomo di questa città.

## Discendenza
Il 26 marzo 1521 a Villefranche-sur-Mer vicino a Nizza sposò Beatrice di Portogallo (* Lisbona, 31 dicembre 1504, † Nizza, 8 gennaio 1538), contessa di Asti (1531), figlia del re del Portogallo Manuele I (* 31 maggio 1469 † 13 dicembre 1521) e della seconda moglie Maria d'Aragona. Ebbero nove figli:
- Adriano Gianni Amedeo di Savoia (* 11 dicembre 1522, † 10 gennaio 1523), principe di Piemonte, morto in fasce;
- Ludovico di Savoia (* 4 dicembre 1523,  † Madrid, 25 novembre 1536), principe di Piemonte, morto in adolescenza;
- Emanuele Filiberto di Savoia (* Chambéry, 8 luglio 1528  † Torino, 30 agosto 1580), conte di Asti (dal 1538), duca di Savoia, principe di Piemonte e conte d'Aosta, Moriana e Nizza dal 1553 al 1580, nonché re titolare di Cipro e Gerusalemme, il 9 luglio 1559 sposò la sorella del re di Francia Enrico II - Margherita di Valois (* 1523 † 1574) ed ebbero un figlio;
- Caterina di Savoia (* 25 novembre 1529 † maggio 1536), morta da piccola;
- Maria di Savoia (* 12 giugno 1530 † 1531), morta in fasce;
- Isabella di Savoia (* maggio 1532 † 24 settembre 1533), morta in fasce;
- Emanuele di Savoia (* marzo 1533), morto in fasce;
- Emanuele di Savoia (* maggio 1534), morto in fasce; fu proprio Beatrice ad aver introdotto in Casa Savoia il nome di Emanuele
- Gianmaria di Savoia (* 3 dicembre 1537 † 8 gennaio 1538), morta in fasce.[1]

## Ascendenza
|                       |                      |                        | Genitori                        |  |  | Nonni |  |  | Bisnonni                                  |  |  | Trisnonni            |  |
|                       |                      |                        |                                 |  |  |       |  |  | Amedeo VIII di Savoia (Antipapa Felice V) |  |  | Amedeo VII di Savoia |  |
|                       |                      |                        |                                 |  |  |       |  |  | Amedeo VIII di Savoia (Antipapa Felice V) |  |  | Amedeo VII di Savoia |  |
|                       |                      | Bona di Berry          |                                 |  |  |       |  |  | Amedeo VIII di Savoia (Antipapa Felice V) |  |  |                      |  |
| Ludovico di Savoia    |                      |                        |                                 |  |  |       |  |  | Amedeo VIII di Savoia (Antipapa Felice V) |  |  |                      |  |
|                       |                      | Maria di Borgogna      | Filippo II di Borgogna          |  |  |       |  |  |                                           |  |  |                      |  |
|                       |                      | Maria di Borgogna      | Filippo II di Borgogna          |  |  |       |  |  |                                           |  |  |                      |  |
|                       |                      | Maria di Borgogna      | Margherita III delle Fiandre    |  |  |       |  |  |                                           |  |  |                      |  |
| Filippo II di Savoia  |                      | Maria di Borgogna      |                                 |  |  |       |  |  |                                           |  |  |                      |  |
|                       |                      | Giano di Lusignano     | Giacomo I di Cipro              |  |  |       |  |  |                                           |  |  |                      |  |
|                       |                      | Giano di Lusignano     | Giacomo I di Cipro              |  |  |       |  |  |                                           |  |  |                      |  |
|                       |                      | Giano di Lusignano     | Helvis di Brunswick-Grubenhagen |  |  |       |  |  |                                           |  |  |                      |  |
| Anna di Lusignano     |                      | Giano di Lusignano     |                                 |  |  |       |  |  |                                           |  |  |                      |  |
|                       |                      | Carlotta di Borbone    | Giovanni I di Borbone-La Marche |  |  |       |  |  |                                           |  |  |                      |  |
|                       |                      | Carlotta di Borbone    | Giovanni I di Borbone-La Marche |  |  |       |  |  |                                           |  |  |                      |  |
|                       |                      | Carlotta di Borbone    | Caterina di Vendôme             |  |  |       |  |  |                                           |  |  |                      |  |
| Carlo II di Savoia    |                      | Carlotta di Borbone    |                                 |  |  |       |  |  |                                           |  |  |                      |  |
|                       | Giovanni I di Brosse | Pietro di Bretagna     |                                 |  |  |       |  |  |                                           |  |  |                      |  |
|                       | Giovanni I di Brosse | Pietro di Bretagna     |                                 |  |  |       |  |  |                                           |  |  |                      |  |
|                       | Giovanni I di Brosse | Marguerite de Malleval |                                 |  |  |       |  |  |                                           |  |  |                      |  |
| Giovanni II di Brosse | Giovanni I di Brosse |                        |                                 |  |  |       |  |  |                                           |  |  |                      |  |
|                       |                      | Giovanna di Naillac    | Guillame de Naillac             |  |  |       |  |  |                                           |  |  |                      |  |
|                       |                      | Giovanna di Naillac    | Guillame de Naillac             |  |  |       |  |  |                                           |  |  |                      |  |
|                       |                      | Giovanna di Naillac    | Jeanne Turpin                   |  |  |       |  |  |                                           |  |  |                      |  |
| Claudina di Brosse    |                      | Giovanna di Naillac    |                                 |  |  |       |  |  |                                           |  |  |                      |  |
|                       |                      | Carlo di Châtillon     | Giovanni I di Châtillon         |  |  |       |  |  |                                           |  |  |                      |  |
|                       |                      | Carlo di Châtillon     | Giovanni I di Châtillon         |  |  |       |  |  |                                           |  |  |                      |  |
|                       |                      | Carlo di Châtillon     | Marguerite de Clisson           |  |  |       |  |  |                                           |  |  |                      |  |
| Nicole de Châtillon   |                      | Carlo di Châtillon     |                                 |  |  |       |  |  |                                           |  |  |                      |  |
|                       |                      | Isabeau de Vivonne     | Savary V de Vivonne             |  |  |       |  |  |                                           |  |  |                      |  |
|                       |                      | Isabeau de Vivonne     | Savary V de Vivonne             |  |  |       |  |  |                                           |  |  |                      |  |
|                       |                      | Isabeau de Vivonne     | Jeanne d'Aspremont              |  |  |       |  |  |                                           |  |  |                      |  |
|                       |                      | Isabeau de Vivonne     |                                 |  |  |       |  |  |                                           |  |  |                      |  |